# Спартак д'Агуадінья
Ассосіасау Дешпортіва, Культурал і Рекреатіва Спартак д'Агуадінья або просто Спартак д'Агуадінья (порт. Associação Desportiva, Cultural e Recreativa Spartak d'Aguadinha) — професіональний кабовердійський футбольний клуб з селища Агуадінья, на острові Фогу.

## Історія
Клуб відзначив своє 10-річчя в 2012 році.
У сезоні 2014/15 року клуб отримав нового головного тренера Жоеля ді Каштру і став першим клубом з Кабо-Верде, який очолив португальський тренер, клуб забив рекордну кількість м'ячів у одному зі своїх матчів, з показником 14 перемог і лише в двох поразок, клуб забив би 8 голів клубу Паркуе Реал 8-го тижні, 8 лютого 2015 року «Спартак» провів свій другий матч з високою результативністю, з рахунком 1:5 над «Башадою» через тиждень, третій матч завершився перемогою над Ну Пінтча з рахунком 6:4 22 лютого, четвертий матч чемпіонату острову був найрезультативнішим в сезоні з 12-ма забитими м'ячами у ворота Реал Паркуе 12 квітня, фінальний матч сезону був п'ятим та останнім й завершився розгромною перемогою над Башадою (Спартак забив у тому матчі 9 м'ячів у ворота суперників). Клуб виграв перший в новітній історії чемпіонат острову з такою кількістю набраних очок та забитих м'ячів у будь-якому з чемпіонату островів у Кабо-Верде після Бейра-Мар з Таррафала в чемпіонаті острова Сантьягу (Північ), який був наступним після клубу Спортінг (Брава). Загальна кількість набраних клубом очок становила 44 та 73 забитих м'ячів.
У національному чемпіонаті,9 травня Спартак програв перший матч ФК «Дербі» з рахунком 1:4, їх перша в історії пе перемога в національному чемпіонаті була над Академікою Операрією з міста Сал-Рей з острову Боа-Віста з рахунком 0:2, останні три матчі завершувалися поразками, спочатку у себе вдома 24 травня від Академіку 83 з рахунком 1:2, потім 30 травня від Академіки Порту Нову в місті Порто — Ново з рахунком 2:1 та 7 червня від Пауленше з рахунком 0:1, таким чином клуб зайняв 5-те місце по завершенні всіх матчів у групі А.
Жайме Вейга став новим головним тренером Спартака, після того як 23 вересня португальський тренер перейшов до клубу Боавішта (Прая) з Чемпіонату острову Сантьяго.

## Форма
Їх форма складається з червоно-чорної смугастий футболки, чорних шортів та червоних шкарпеток для домашніх ігор; чорної футболки та шортів з тонкими червоними боками, червоних шкарпеток для виїзних ігор.

## Логотип
Їх логотип складається з чорного товстого щита, абревіатурою «ADSA» на верхній червоній пластині і трьох білих ободів з водопровідним краном.

## Досягнення
- Чемпіонат острова Фогу: 1 перемога

2014/15

## Історія виступів у чемпіонатах та кубках

### Національний чемпіонат
| Сезон   | Див.    | Міс.    | Іг. | В | Н | П | ЗМ | ПМ | РМ | О | Кубок | Примітки     | Плей-оф        |
| ------- | ------- | ------- | --- | - | - | - | -- | -- | -- | - | ----- | ------------ | -------------- |
| 2015    | 1A      | 5       | 5   | 1 | 0 | 4 | 5  | 9  | -4 | 3 |       | Не пробилися | Не брав участі |
| Всього: | Всього: | Всього: | 5   | 1 | 0 | 4 | 5  | 9  | -  | 3 |       |              |                |

### Чемпіонат острову
| Сезон   | Див. | Міс. | Іг. | В  | Н | П | ЗМ | ПМ | РМ  | О  | Кубок | Суперкубок | Примітки |
| ------- | ---- | ---- | --- | -- | - | - | -- | -- | --- | -- | ----- | ---------- | -------- |
| 2013-14 | 2    | 5    | 18  | 9  | 5 | 4 | 25 | 18 | +7  | 31 |       |            |          |
| 2014-15 | 2    | 1    | 18  | 14 | 2 | 2 | 73 | 23 | +50 | 44 |       |            |          |

## Деякі статистичні дані
- Найкращий рейтинг: 5-те
- Загальна кількість перемог: 1 (національний чемпіонат)
- Загальна кількість забитих м'ячів: 5 (національний чемпіонат)
- Загальна кількість набраних очок: 3 (національний чемпіонат)

## Тренери
- Жоель ді Каштру (2014-вересень 2015)
- Жаіме Вейга (з вересня 2015)